# ان‌جی‌سی ۳۲۷۴
ان‌جی‌سی ۳۲۷۴ (انگلیسی: NGC 3274) نام یک کهکشان در صورت فلکی شیر کوچک است.